# Sábado Gigante
Sábado Gigante foi um programa de variedades em língua espanhola; sendo o mais duradouro programa da redes Canal 13,  Univisión e Las Estrellas, e está presente no Guinness World Records como o mais duradouro programa de variedades do mundo inteiro. O programa sabatino estreou em agosto de 1962 no Chile, pelo Canal 13 de Santiago (antiga Universidad Católica de Chile Televisión), e nos últimos anos o programa tinha duração de três horas. A atração, na sua melhor fase, chegou a estar sete horas no ar todo fim de semana. Foi apresentado por Mario Kreutzberger, mais conhecido como Don Francisco.

## O começo e a consolidação
Em sua terra natal, Mario Kreutzberger, um vendedor de roupas confeccionadas por seu pai, tentou lançar-se como animador após conhecer a televisão nos Estados Unidos, e assistir aos programas de auditório de lá. A TV no Chile começou em 1957. Mario, então com 22 anos, iniciou sua carreira com o Show Dominical em agosto de 1962. Ficou apenas quatro semanas no ar, com a direção da então Televisón de la Universidad Católica de Chile resolvendo tirar o programa da grade e demitir Mário, mas o público pede a volta do animador. Ele volta nas tardes de sábado no ano seguinte, que eram escassas de entretenimento. A atração passa a se chamar Sábados Alegres, para em 1964 ganhar o nome que a consagrou por mais de cinco décadas.
O formato de Sábado Gigante é conhecido na TV como container, ou seja, cabe de tudo: musicais, entrevistas, reportagens, humor, concursos, prêmios etc. Este tipo de programa é muito popular em especial na América Latina. São exemplos o Siempre en Domingo da Televisa (México), Sábado Sensacional da Venevisión (Venezuela) e o Programa Silvio Santos do SBT, que está há mais tempo no ar que o próprio programa chileno. 
Como parte do elenco fixo, destacaram-se os humoristas Armando Navarrete Mandolino e Glória Benavides (La Cuatro Dientes, a partir de 1988 chamada apenas de Cuatro), além do pianista Valentín Trujillo. Muitos dos concursos realizados no programa foram importados dos Estados Unidos, como Wheel of Fortune e Family Feud, por exemplo. Foram mais de US$100 milhões entregues em prêmios na sua história, incluindo prêmios em dinheiro, milhares de carros e centenas de casas.
A liderança em audiência chegou em 1975, e em 1978 o programa começou a ser emitido a cores. Em 1981, o programa conquistou picos que seriam mantidos por 10 anos: entre 70 e 80 pontos de audiência média e uma duração de sete horas de programa durante os meses letivos e quatro horas durante o verão. Vários programas foram feitos fora dos estúdios do Canal 13 durante as décadas de 1970 e 1980, em ginásios e teatros por todo Chile. O programa implantou o concurso Mister Chile e promoveu campanhas solidárias nas ocasiões do terremoto chileno de 1985 e da enchente de Antofagasta de 1991.

## Internacionalização
Em 1986, Don Francisco parte com sua equipe para os Estados Unidos, a fim de internacionalizar seu show de variedades. Conseguiu seu espaço no canal 23 de Miami, a SIN (Spanish International Network), que mais tarde se tornaria a Univisión. Em pouco tempo, Sábado Gigante passa a ser retransmitido para 16 países, incluindo a terra de Tio Sam costa a costa. Desde então, até 1992, o animador e seus produtores realizavam duas edições da atração: uma chilena e outra americana. A partir de 93, o programa foi inteiramente produzido em Miami. Em 2002 e 2012 Don Francisco voltou ao Chile para celebrar na TV os aniversários de 40 e 50 anos do programa, respecitivamente. 
Ficaram famosos bordões como "Sábado Gigante: o melhor pretexto para ficar em casa" e "separados pela distância, mas unidos pelo mesmo idioma", além do jingle La Colita, responsável por salvar a audiência do programa, que estava prestes a sair do ar após um mês de sua estreia nos EUA. O sucesso fez da atração a melhor vitrine para artistas latinos na telinha, além de render entrevistas com importantes nomes mundiais, como os presidentes dos Estados Unidos George W. Bush (que acreditava que Don era o primeiro nome do animador) e Barack Obama. O semanal ganhou muitos prêmios e rendeu muitos reconhecimentos a Don Francisco, o maior deles é a estrela do animador na Calçada da Fama em 2002, na ocasião dos 40 anos do programa. 

## ¡Hasta Siempre! (Adeus!)
O fim do programa foi um pedido do próprio apresentador, já com 74 anos de idade, e em acordo com a Univisión. No Chile, assim que anunciado o fim do semanal, o Canal 13 exibiu diariamente durante cinco meses o programa Homenaje Gigante, que reuniu os melhores momentos do semanal, alguns deles escolhidos pelo público. O último Gigante, chamado de Sábado Gigante ¡Hasta Siempre! foi exibido no dia 19 de setembro de 2015, ao vivo, com transmissão simultânea para Estados Unidos, México e Porto Rico, sendo exibido no Chile horas depois. Isso conclui um ciclo de 53 anos e mais de 2700 programas, totalizando mais de 15 mil horas no ar. O programa coincidiu com o Terremoto do Chile de 2015 e as festividades da independência do país natal de Don Francisco.
Em 2016, Don Francisco assinou com a Telemundo, onde apresenta desde então o talk show semanal Don Francisco Te Invita. O animador nunca encerrou seu contrato em sua terra natal, sendo assim o mais antigo funcionário do Canal 13, apesar da mesma ter encerrado as emissões do Sábado Gigante em dezembro de 2012, quase três anos antes da sua última emissão. Atualmente ele apresenta especiais ,programas culturais e entrevistas políticas na estação, além de estar no comando do Teleton chileno desde sua primeira edição em 1978. Don Francisco ainda trabalha, mas já sem o mesmo ritmo do passado. 

## ¡Qué dice el público! (Que diz o público?)
Em 2017, o Canal 13 exibiu o especial ¡Qué dice el público!, um dos vários bordões de Don Francisco no semanal. Em oito capítulos, tendo como apresentador Martín Cárcamo, Mario Kreutzberger fez uma viagem no tempo com os participantes mais marcantes da fase chilena da atração, especialmente entre 1979 e 1992, quando o programa parou de ser produzido no Chile. A proposta do programa foi mostrar ao público como estão hoje figuras que passaram pelo palco Gigante e que ficaram na memória dos telespectadores, seja num concurso, numa entrevista, nos quadros musicais, no humor ou até mesmo no auditório. 